# Elecciones estatales de Jalisco de 2012
Las Elecciones estatales de Jalisco de 2012 se llevaron a cabo el domingo 1 de julio de 2012, y en ellas fueron renovados los titulares de los siguientes cargos de elección popular del estado mexicano de Jalisco:
- Gobernador de Jalisco. Titular del Poder Ejecutivo del estado, electo para un periodo de seis años, en ningún caso reelegible. El candidato electo fue Jorge Aristóteles Sandoval Díaz de la coalición Compromiso por Jalisco.
- 125 Ayuntamientos. Formados por un Presidente Municipal y regidores, electos para un periodo de tres años, no reelegibles de manera consecutiva.
- 39 Diputados al Congreso del Estado. 20 electos por mayoría relativa elegidos en cada uno de los Distritos electorales, y 19 electos por el principio de representación proporcional.

## Elecciones internas de los partidos políticos

### Partido Acción Nacional
Fernando Guzmán Pérez Peláez ganó la candidatura interna del Partido Acción Nacional el 5 de febrero de 2012. En una contienda interna donde particapa contra Hernán Cortés Berumen y Alfonso Petersen Farah, con un margen de preferencia de los votantes de 38.6% de los sufragios.

### Partido Revolucionario Institucional
El 6 de enero de 2012 el PRI anunció la postulación como candidato de unidad a la gubernatura de Jorge Aristóteles Sandoval Díaz, alcalde de Guadalajara, en una reunión en que declinaron a su favor los otros seis aspirantes, Héctor Vielma Ordóñez, Miguel Castro Reynoso, Ramiro Hernández García, Arturo Zamora Jiménez, Trinidad Padilla López y María Esther Scherman Leaño.

## Resultados electorales

### Gobernador
|  | 20.38 % |

|  | 38.41 % |

|  | 3.38 % |

|  | 34.04 % |

|  | 1.36 % |

|  | 0.05 % |

|  | 2.36 % |

|  | 100.00 % |

### Ayuntamientos

#### Guadalajara
|  | 33.00 % |

|  | 38.67 % |

|  | 3.78 % |

|  | 19.05 % |

|  | 1.83 % |

|  | 0.05 % |

|  | 2.39 % |

|  | 100.00 % |

#### Zapopan
|  | 32.73 % |

|  | 39.43 % |

|  | 4.07 % |

|  | 17.99 % |

|  | 1.90 % |

|  | 0.13 % |

|  | 3.73 % |

|  | 100.00 % |

#### San Pedro Tlaquepaque
|  | 25.68 % |

|  | 43.94 % |

|  | 4.16 % |

|  | 20.09 % |

|  | 2.00 % |

|  | 0.18 % |

|  | 3.90 % |

|  | 100.00 % |

#### Tonalá
|  | 27.53 % |

|  | 46.05 % |

|  | 4.86 % |

|  | 14.64 % |

|  | 2.38 % |

|  | 0.19 % |

|  | 4.31 % |

|  | 100.00 % |

#### Tlajomulco de Zúñiga
|  | 15.90 % |

|  | 19.93 % |

|  | 17.20 % |

|  | 42.50 % |

|  | 1.08 % |

|  | 0.10 % |

|  | 3.56 % |

|  | 100.00 % |

#### Puerto Vallarta
|  | 17.06 % |

|  | 34.67 % |

|  | 6.06 % |

|  | 36.43 % |

|  | 1.30 % |

|  | 0.08 % |

|  | 4.36 % |

|  | 100.00 % |

#### Lagos de Moreno
|  | 40.62 % |

|  | 43.63 % |

|  | 2.47 % |

|  | 9.26 % |

|  | 1.31 % |

|  | 0.09 % |

|  | 2.59 % |

|  | 100.00 % |

#### El Salto
|  | 33.67 % |

|  | 38.44 % |

|  | 3.57 % |

|  | 19.22 % |

|  | 1.09 % |

|  | 0.10 % |

|  | 3.87 % |

|  | 100.00 % |

#### Tepatitlán de Morelos
|  | 32.64 % |

|  | 31.40 % |

|  | 1.57 % |

|  | 26.83 % |

|  | 1.67 % |

|  | 1.19 % |

|  | 4.66 % |

|  | 100.00 % |

#### Zapotlán el Grande (Ciudad Guzmán)
|  | 26.90 % |

|  | 43.29 % |

|  | 12.67 % |

|  | 10.95 % |

|  | 2.92 % |

|  | 0.09 % |

|  | 3.14 % |

|  | 100.00 % |

## Diputados
| Partido/Coalición | Partido/Coalición                    | Mayoría relativa | Proporcional | Total |
| ----------------- | ------------------------------------ | ---------------- | ------------ | ----- |
|                   | Partido Acción Nacional              | 5                | 9            | 14    |
|                   | Partido Revolucionario Institucional | 10               | 4            | 14    |
|                   | Coalición PRI-PVEM                   | 4                | 0            | 4     |
|                   | Partido de la Revolución Democrática | 0                | 2            | 2     |
|                   | Partido del Trabajo                  | 0                | 0            | 0     |
|                   | Partido Verde Ecologista de México   | 0                | 0            | 0     |
|                   | Movimiento Ciudadano                 | 1                | 4            | 5     |
|                   | Nueva Alianza                        | 0                | 0            | 0     |